# Де Валера, Имон
И́мон де Вале́ра (англ. Éamon de Valera, ирл. Éamonn de Bhailéara, имя произносится как Эймон; крещён как Эдвард Джордж де Валера, англ. Edward George de Valera; 14 октября 1882, Нью-Йорк — 29 августа 1975, Дублин) — ирландский революционер, государственный и политический деятель. Президент Ирландии в 1959—1973 годах, автор ирландской Конституции, один из лидеров Ирландской борьбы за независимость.

## Деятельность
Имон де Валера (в ранние годы известен как Джордж Эдвард) родился в Нью-Йорке. Его матерью была Кэтрин (Кейт) Колл, ирландка из Брури, эмигрировавшая в США в 1879 году и работавшая служанкой в богатой семье на Манхэттене, а отцом — Хуан Вивион де Валера, художник испанского или кубинского происхождения, служивший домашним учителем в той же семье. Согласно официальной биографии родители поженились в 1881 году в церкви Св. Патрика в Гринвил, Нью-Джерси, однако в архивах этой церкви соответствующих записей не обнаружено. После смерти мужа в 1885 году мать будущего политика вернулась в Ирландию, взяв его с собой.
Благодаря прилежной учебе, а также успешной игре в школьных спортивных командах по регби, смог завоевать стипендию и продолжить учебу в престижном Блэкрок-колледже недалеко от Дублина. После окончания Королевского университета Ирландии в 1904 году преподавал математику в ряде престижных учебных заведений Ирландии.
В 1908 году присоединился к Гэльской лиге, а с созданием в 1913 году организации «Ирландских добровольцев», ставшей в дальнейшем первоосновой для будущей Ирландской республиканской армии, — к этой организации.
Был одним из руководителей Пасхального восстания в 1916 году, после подавления восстания был арестован. Однако уже в июне 1917 года де Валера вместе с другими заключёнными участниками восстания был освобождён по амнистии. После этого он был избран в парламент Великобритании и возглавил партию Шинн Фейн.
Весной 1918 года был вновь арестован по обвинению в измене (сговоре с Германией) и заключён в тюрьму в городе Линкольн. 3 февраля 1919 года он смог бежать и тайно вернулся в Ирландию.
В период войны за независимость в 1919—1921 годах — председатель парламента и президент Ирландии с 1921 по 1922 год в республиканском правительстве Шинн Фейн. Возглавлял вооружённую борьбу за объединение Ирландии и националистов в Гражданской войне. Выйдя из Шинн Фейн (её лидер в 1917—1926) и сформировав националистическую партию Фианна Файл в 1926 году, 9 марта 1932 года сменил на посту председателя исполнительного совета (то есть премьер-министра) доминиона Ирландия Уильяма Косгрейва.

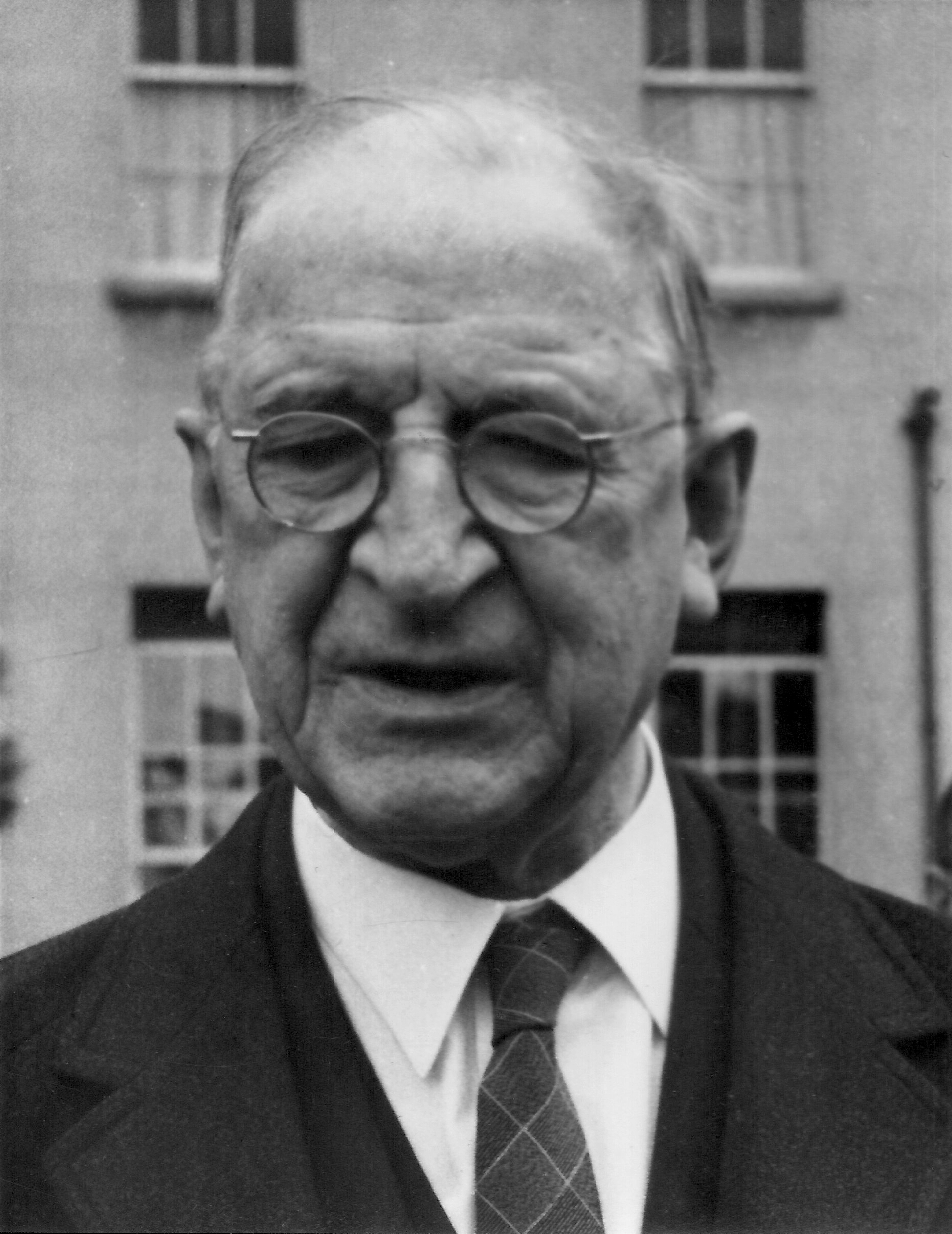
Имон де Валера в 1960-е годы

Способствовал принятию республиканской конституции страны и 29 декабря 1937 года стал первым премьер-министром (ирл. an Taoiseach, тышах) республики Эйре (затем — республика Ирландия). Во Второй мировой войне соблюдал нейтралитет, однако в мае 1945 года нанес визит в представительство Германии и выразил свои соболезнования в связи со смертью Гитлера, в результате чего на несколько лет лишил Ирландию американских кредитов. В 1948 году проиграл парламентские выборы. Пост премьер-министра 18 февраля 1948 года занял представитель партии Фине Гэл Джон Костелло. С 13 июня 1951 года до 2 июня 1954 года де Валера вновь премьер-министр, но следующие выборы приносят победу Костелло. 20 марта 1957 года де Валера, выиграв выборы с огромным перевесом, вновь стал премьер-министром.
После того как 25 июня 1959 года истёк второй президентский срок Шона Томаса О’Келли, избран на всеобщих выборах президентом Ирландии. Новым премьером и лидером Фианна Файл 23 июня 1959 года стал Шон Лемасс. В 1966 году де Валера был переизбран на второй срок. Оставил пост 24 июня 1973 года в возрасте 90 лет. Следующим президентом был избран Эрскин Чайлдерс.
Канцлер Национального Университета Ирландии в 1922—1975 гг., председатель генеральной ассамблеи Лиги Наций в 1938—1939 гг., член парламента Великобритании в 1917—1922 гг. (отказывался занимать место, один из организаторов перехода в новосозданный независимый ирландский парламент), Северной Ирландии в 1921—1929 и 1933—1938 гг., Ирландии в 1922—1959 гг.

### Факты
Являлся самым пожилым действующим главой государства на планете с 21 июня 1963 года после сложения полномочий и. о. главы Ватикана, камерленго Бенедетто Алоизи Мазеллой, и до 24 июня 1973 года, вплоть до своей отставки с поста президента Ирландии.